# Eritema nodoso
El eritema nodoso (o nudoso) es un tipo característico de lesión de la piel que consiste en la presencia de nódulos dolorosos que presentan signos inflamatorios (enrojecimiento y aumento de temperatura) y se localizan predominantemente a la zona pretibial (delante de la tibia), en las extremidades inferiores, aunque puede tener otras localizaciones. Las lesiones suelen desaparecer en un plazo de entre 1 y 3 semanas.

## Signos y síntomas

### Fase pre-eruptiva
Los primeros síntomas del eritema nodoso son frecuentemente de tipo catarral como fiebre no cuantificada, síndrome tusígeno (tos) malestar y dolor articular asociada con malestar, debilidad generalizada, astenia, adinamia y con inflamación de las articulaciones (artralgias) con pérdida de peso. Hay cefalea (dolor de cabeza).

### Fase eruptiva
El eritema nudoso es caracterizado por la presencia de nódulos de 1-2 pulgadas (25-51 mm) por debajo de la superficie de la piel pretibial (espinilla). Estos nódulos subcutáneos pueden aparecer en cualquier parte del cuerpo, pero los sitios más comunes son las espinillas, brazos, muslos y torso. Cada nódulo típicamente desaparece alrededor de las dos semanas, apareciendo otros nódulos nuevos continuando por seis a ocho semanas. Un nuevo nódulo aparece de color rojo, caliente y firme al tacto. El enrojecimiento se inicia a decolorar y gradualmente es blando, hasta desaparecer. Cada nódulo usualmente desaparece sin dejar cicatriz después de dos semanas. El dolor articular y la inflamación continúa por varias semanas o meses después de la aparición de los nódulos.
Variantes menos comunes del eritema nodoso incluyen:
- Formas ulcerativas vistas en la enfermedad de Crohn
- Eritema contusiforme, como una hemorragia subcutánea (hemorragia debajo de la piel) que ocurre cuando hay lesión del eritema nososo, originada la lesión por contusión (moretón)
- Eritema nodoso migrans (también conocido como paniculitis migratoria nodular subaguda), una forma rara de eritema nodoso crónico caracterizado por nódulos asimétricos que tienen tendencia hacia la migración con el tiempo.

## Causas
En asociación con una amplia variedad de condiciones, incluidas:

### Idiopática
En cerca del 30-50 % de los casos la causa del eritema nodoso es desconocida.

### Infecciones
Infección estreptocócica frecuente en niños es la causa más común precipitante.
Infección primaria por tuberculosis
Mycoplasma pneumoniae
Histoplasma capsulatum
Yersinia
Virus de Epstein-Barr
Coccidioides immitis (Fiebre del valle)
Fiebre por rasguño del gato

### Trastornos autoinmunes
Enfermedad inflamatoria intestinal: cerca del 15 % de los pacientes desarrollan eritema nodoso.
Enfermedad de Behçet's 
Sarcoidosis
Embarazo

### Medicamentos
Sulfonamidas
Penicilinas
Anticonceptivos orales
Bromuros
Vacuna de la hepatitis B

### Cáncer
Linfoma No-Hodgkin
Tumores carcinoides 
Cáncer de páncreas 
Puede también ser originado por producción excesiva de anticuerpos en la lepra lepromatosa por depósito de complejos inmunes.
Existe una asociación con el antígeno de histocompatilidad HLA-B27 que se presenta en el 65 % de pacientes con eritema nodoso.
Finalmente se puede usar como nemotecnia como causa de dolor en las espinillas (SORE SHINS) Streptococci, OCP, Rickettsia, Eponymous (Behçet), Sulfonamidas, enfermedad de Hansen (lepra), IBD, NHL, sarcoidosis.

## Tratamiento
El tratamiento, no específico, consiste en medidas generales como: indometacina, naproxeno. En lesiones persistentes yoduro de potasio, prednisona, colchicina o hidroxicloroquina. Además se debe tratar la enfermedad desencadenante si se detecta alguna.